# Rajnagar
Rajnagar è un sottodistretto (upazila) del Bangladesh situato nel distretto di Maulvi Bazar, divisione di Sylhet. Si estende su una superficie di 338,15 km² e conta una popolazione di 174.280 abitanti (dato censimento 1991).